# Badmania
 (mai 2024).
La mise en forme du texte ne suit pas les recommandations de Wikipédia : il faut le « wikifier ».
Les points d'amélioration suivants sont les cas les plus fréquents. Le détail des points à revoir est peut-être précisé sur la page de discussion.
- Les titres sont pré-formatés par le logiciel. Ils ne sont ni en capitales, ni en gras.
- Le texte ne doit pas être écrit en capitales (les noms de famille non plus), ni en gras, ni en italique, ni en « petit »…
- Le gras n'est utilisé que pour surligner le titre de l'article dans l'introduction, une seule fois.
- L'italique est rarement utilisé : mots en langue étrangère, titres d'œuvres, noms de bateaux, etc.
- Les citations ne sont pas en italique mais en corps de texte normal. Elles sont entourées par des guillemets français : « et ».
- Les listes à puces sont à éviter, des paragraphes rédigés étant largement préférés. Les tableaux sont à réserver à la présentation de données structurées (résultats, etc.).
- Les appels de note de bas de page (petits chiffres en exposant, introduits par l'outil «  Source ») sont à placer entre la fin de phrase et le point final[comme ça].
- Les liens internes (vers d'autres articles de Wikipédia) sont à choisir avec parcimonie. Créez des liens vers des articles approfondissant le sujet. Les termes génériques sans rapport avec le sujet sont à éviter, ainsi que les répétitions de liens vers un même terme.
- Les liens externes sont à placer uniquement dans une section « Liens externes », à la fin de l'article. Ces liens sont à choisir avec parcimonie suivant les règles définies. Si un lien sert de source à l'article, son insertion dans le texte est à faire par les notes de bas de page.
- La présentation des références doit suivre les conventions bibliographiques. Il est recommandé d'utiliser les modèles {{Ouvrage}}, {{Chapitre}}, {{Article}}, {{Lien web}} et/ou {{Bibliographie}}. Le mode d'édition visuel peut mettre en forme automatiquement les références.
- Insérer une infobox (cadre d'informations à droite) n'est pas obligatoire pour parachever la mise en page.

Pour une aide détaillée, merci de consulter Aide:Wikification.
Si vous pensez que ces points ont été résolus, vous pouvez retirer ce bandeau et améliorer la mise en forme d'un autre article.
Badmania est une SARL au capital de 2 000 € créée le  15 janvier 2008 par Maxime Druon. Installée initialement à Loos-en-Gohelle avec un magasin , la société Badmania est spécialisée dans la vente par correspondance de produits de badminton et tennis .
Maxime Druon (joueur top 100 français 2003-2014[réf. nécessaire]) et Renaud Legrand (joueur et entraineur, notamment de Émilie Lefel (membre de l'équipe de France)[réf. nécessaire]) ont initialement eu l'idée de créer une plateforme communautaire permettant d'échanger et partager des idées et les nouveautés sur le monde du badminton. Conscients de l’essor de ce sport en France, ils ont ensuite décidé de développer une boutique en ligne spécialisée dans la vente de produits de badminton.
Badmania est actuellement le premier site communautaire spécialisé en badminton de France, en attirant autour de 3500 joueurs de badminton au quotidien.

## Gérants
Maxime Druon
Joueur passionné de badminton
Renaud Legrand
Docteur en physiologie du sport. Coach sportif depuis 2000, notamment de Émilie Lefel (Top 50 mondial).

## Historique de la société
Mai 2007
Mise en ligne d'un site communautaire axé sur le monde du badminton (news, fiches techniques/d'entrainement...)
Janvier 2008
Création de la SARL Badmania
Avril 2010
Aménagement d'un magasin à Loos-en-Gohelle (201 Place de la république)
Automne 2010lancement du premier produit 100 % Badmania : la paire de poteaux BM1000
Printemps 2011
recrutement d’un développeur Web et d’un « community manager » afin de dynamiser le site internet
Noël 2011
Lancement de la raquette 100 % Badmania : la PMP Control. Un an plus tard sa grande sœur la PMP Impact est créée afin de surfer sur le succès de la première